# Lepidorrhachis mooreana
Lepidorrhachis mooreana är en enhjärtbladig växtart som först beskrevs av Ferdinand von Mueller, och fick sitt nu gällande namn av Orator Fuller Cook. Lepidorrhachis mooreana ingår i släktet Lepidorrhachis och familjen Arecaceae. Inga underarter finns listade i Catalogue of Life.